# Asthenopholis subfasciata
Asthenopholis subfasciata är en skalbaggsart som beskrevs av Blanchard 1851. Asthenopholis subfasciata ingår i släktet Asthenopholis och familjen Melolonthidae. Inga underarter finns listade.